# Thelypteris peruviana
Thelypteris peruviana är en kärrbräkenväxtart som först beskrevs av Eduard Rosenstock, och fick sitt nu gällande namn av R. Tryon. Thelypteris peruviana ingår i släktet Thelypteris och familjen Thelypteridaceae. Inga underarter finns listade.